# Bergham (Haarbach)
Bergham ist ein Gemeindeteil der Gemeinde Haarbach im niederbayerischen Landkreis Passau.

## Lage
Das Dorf Bergham liegt etwa zwei Kilometer nordöstlich von Haarbach an der Straße nach Sankt Salvator.

## Geschichte
Der Ort gehört zu den zahlreichen ham-Orten entlang der Wolfach, deren Name darauf hindeutet, dass es sich um fiskalischen Besitz handelte, der zum überwiegenden Teil erst nach Übergang des bayerischen Herzogsgutes an den fränkischen König 788 gerodet und besiedelt wurde.
Um 1200 trat ein Walchunus de Rotenberc auf, der sich nach der Feste Rothenberg nannte. Um 1209 nahmen Alram und Albert von Hals aus dem Geschlecht der Kamm das Erbe ihres Onkels in Besitz. Eine Urkunde von 1241 gibt einigen Aufschluss über die komplizierte grundherrschaftliche Zugehörigkeit der Herrschaft Rothenberg zu der Bergham gehörte.
1371 erscheint Peter Tuschl aus dem Geschlecht der Tuschl als Inhaber der beiden Festen zu Bergham. Seit dem ausgehenden 14. Jahrhundert sind die Herren von Rottau, die sich Rottauer von Bergham nannten, als Besitzer der Hofmark Rothenbergham nachweisbar. Der Besitz ging später auf die Pienzenauer und dann an die Nußdorfer über, die letztmals 1558 nachzuweisen sind. Auf sie folgte Hans Offenhaimer zu Seibertsdorf, diesem die Herren von Schwabach, die Freiherrn von Astenhaim und schließlich die Freiherrn von Ginsheim auf Schwindach.
In der Nachbarschaft zur Hofmark Rothenbergham entstand die Hofmark Bergham und Sachsenham. Heinrich Tuschl von Söldenau bestimmte in seinem Testament 1376 Wilhelm und Stephan die Mautner zu Katzenberg und Protzk von Wolfenberg als Erben von Bergham. Diese verkauften die Feste mit anderen Gütern 1378 an die Herzöge von Bayern. Die Burg auf der Höhe östlich über der Kirche wurde im Dreißigjährigen Krieg 1648 von den Schweden zerstört. Im Unterschied zu Söldenau blieb die Hofmark Bergham und Sachsenham bis ins 19. Jahrhundert in herzoglichem Besitz.
Zu Beginn des 19. Jahrhunderts wurde Bergham ein Teil der Gemeinde Sachsenham. Mit dieser gelangte es im Zuge der Gebietsreform in Bayern am 1. Februar 1970 zur Gemeinde Haarbach. Bei der Volkszählung 1987 hatte Bergham 127 Einwohner.

## Sehenswürdigkeiten
- Dorfensemble Bergham: Es haben sich mehrere regionaltypische Bauernhäuser des 18. und 19. Jahrhunderts erhalten.
- Filialkirche St. Stephanus. Die ehemalige Schlosskapelle ist die älteste Kirche weitum. Der romanische Backsteinbau mit spätgotischem Chor und bemalten Netzrippen stammt aus dem 12. Jahrhundert.

## Vereine
- Freiwillige Feuerwehr Bergham
- Eustachiusschützen Bergham e. V.